# Criopolis
Criopolis (en inglés: Cryoburn) es el título de una novela de ciencia ficción escrita por la norteamericana Lois McMaster Bujold, y ambientada en el universo de la serie de Miles Vorkosigan, un aristócrata minusválido del planeta Barrayar.

## Argumento
Miles tiene ya treinta y nueve años. Es mandado como Auditor Imperial al planeta Kibou-daini para investigar el intento de expansión comercial de la empresa CrisBlanco, dedicada, al igual que todas las grandes corporaciones del planeta, a la criogénesis. En su misión le acompañan el soldado Roic, su hombre de armas, y el doctor Raven Durona, del Grupo Durona de Escobar, al cual conoció durante los sucesos relatados en Danza de espejos.